# Elmar Oberhauser

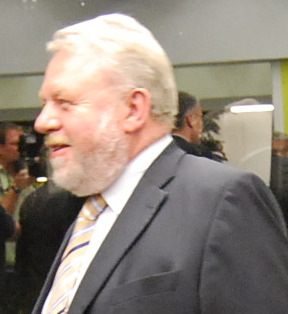
Elmar Oberhauser (2008)

Elmar Oberhauser (* 2. Jänner 1947 in Hohenems) ist ein österreichischer Journalist. Von 2007 bis 2010 war er Informationsdirektor des ORF.

## Leben
Oberhauser war Juniorenmeister im Schießen und arbeitete nach seiner Ausbildung zum Volksschullehrer als Volks- und Hauptschullehrer, bevor er 1971 in die Sportredaktion des ORF-Landesstudios Vorarlberg wechselte. Von dort wechselte er zum Aktuellen Dienst, zuerst beim Hörfunk, dann beim Fernsehen.
Von 1987 bis 1991 war Oberhauser Chef der Bundesländerredaktion. Einem breiten Publikum wurde er als Moderator der Zeit im Bild 2 (1989–1994) bekannt. Er war auch Sendungsverantwortlicher für dieses Format.
Später moderierte er auch die Politik-Talkshows „Zur Sache“ und „Im Zentrum“ und zahlreiche TV-Konfrontationen vor Wahlen zum Nationalrat und zur Bundespräsidentschaft.
Ab 1. Jänner 1995 war Elmar Oberhauser Hauptabteilungsleiter Sport im ORF-Fernsehen. Am 21. September 2006 wurde er auf Wunsch des BZÖ vom ORF-Stiftungsrat zum Informationsdirektor für das Fernsehen gewählt und sein Amtsantritt war der 1. Jänner 2007.
Am 22. Oktober 2010 wurde Oberhauser nach Differenzen mit ORF-Generaldirektor Alexander Wrabetz über die Bestellung des TV-Chefredakteurs Fritz Dittlbacher beurlaubt. Bei einem Abwahlantrag, den Wrabetz dem Stiftungsrat stellte, stimmten am 11. November von 35 Mitgliedern 18 Mitglieder (der „rot-grüne Freundeskreis“) der Absetzung Oberhausers zu. Oberhauser sei stolz auf diese Abwahl, da er sich gegen parteipolitische Einflüsse im ORF gewehrt habe und dafür abgewählt worden sei.
Elmar Oberhauser war für seinen rauen Interviewstil bekannt. Diesen Ruf erwarb er sich Anfang der 1990er Jahre als Moderator von runden Tischen und Wahlkampfkonfrontationen. Das Nachrichtenmagazin Profil nannte ihn dafür „Mister Grobian“.